# ハイブリッド・ログ＝ガンマ
ハイブリッド・ログ＝ガンマ（Hybrid Log-Gamma、HLG）は、英国放送協会（BBC）と日本放送協会（NHK）が共同で開発した下位互換性のあるハイダイナミックレンジ（HDR）の技術標準である。標準ダイナミックレンジ（SDR）領域の既存の伝送規格と互換性を保ちながら、幅広いダイナミックレンジをエンコードする能力を提供する。このことから、HLGはSDRディスプレイと互換性をもち、機器メーカーとコンテンツ配給者の両方の煩雑さとコストを低減する。
HLG規格はロイヤリティフリーであり、電波産業会（ARIB）によってARIB STD-B67として承認されている。HLGはATSC 3.0、デジタルビデオブロードキャスティング（DVB）UHD-1 フェーズ2および国際電気通信連合（ITU）Rec. 2100で定義されている。HLGはHDMI 2.0b、HEVC、VP9およびH.264/MPEG-4 AVCでサポートされており、BBC iPlayer、ディレクTV、Freeview PlayおよびYouTubeなどのビデオサービスで使用されている。
HLG伝達関数はSDRのガンマ曲線に対して下位互換性を有している。しかしながら、HLGは一般的にはRec. 2020の原色点とともに使用されるので、互換性のないデバイスでは視覚的にも色相がシフトし、彩度の低い画像が生成される。したがって、HDLはSDRのUHDTVに対して下位互換性があり、Rec. 709の原色点をサポートする一般的なSDRディスプレイでは色ずれを呈する。

従来のSDRのガンマ曲線とハイブリッド・ログ＝ガンマ（HLG）を示すグラフ。HLGは、信号値の上半分に対数曲線を使用しており、より広いダイナミックレンジの表示が可能となる。

## 説明
BBCとNHKが共同で開発した、ロイヤリティフリーの規格である。HLGは他のHDR形式が必要とするメタデータが非HDRディスプレイとの下位互換性がなかったり、追加の帯域幅を消費することがなく、伝送中のダメージによって同期ズレが発生する可能性があるテレビジョン放送に適するように設計されている。HLGは、信号値の下半分がガンマ曲線を使用し、上半分が対数曲線を使用する、非線形の光電変換関数を定義している。実際には、この信号は標準ダイナミックレンジディスプレイでは正常に解釈されるが（ハイライト側がより詳細に表示されるととも、多少寝ぼけた絵柄になるが）、HLG互換ディスプレイでは信号曲線の対数部分を正しく解釈し、より広いダイナミックレンジで表示される。他のHDR形式とは対照的に、HLGはメタデータを使用していない。
HLGの伝達関数はSDRのガンマ曲線に対して下位互換性がある。しかしながら、HLGは一般的にはRec. 2020の原色点とともに使用されるので、非互換のディスプレイでは視覚的にも色相がシフトした、彩度の低い画像が生成される。したがって、HDLはSDRのUHDTVに対して下位互換性があり、Rec. 709の原色点をサポートする一般的なSDRディスプレイでは色ずれを呈する。
HLGはATSC 3.0、デジタルビデオブロードキャスティング（DVB）のUHD-1 Phase 2および国際電気通信連合（ITU）Rec. 2100で定義されている。HLGはHDMI 2.0b、HEVC、VP9およびH.264/MPEG-4 AVCでサポートされている。HLGはBBC iPlayer、ディレクTV、Freeview Play、YouTubeといった配信サービスでもサポートされている。

## 技術的詳細
HLGは信号値の下半分がガンマ曲線を使用し、上半分は対数曲線を使用する非線形の伝達関数を定義している。
{\displaystyle E'={\begin{cases}r\,{\sqrt {E}}\ &0\leq E\leq 1,\!\\a\ln(E-b)+c&1<E\end{cases}}}
ここで
- E は参照白レベルで正規化された信号であり、E'  は得られる非線形信号
- r は0.5の信号値を持つ基準白レベル
- 定数a、b、c は a = 0.17883277、b = 1 - 4a = 0.28466892、c = 0.5 - a ln(4a) = 0.55991073 と定義される

基準白レベルの信号値は0.5だが、信号値1.0の相対輝度は基準白レベルの12倍になる。ARIB STD-B67の公称範囲は0から12となる。HLGはヴェーバー‐フェヒナーの法則を用いてい、信号値の上半分に対数曲線を適用する。
HLGはメタデータを必要としないため、SDRディスプレイとHDRディスプレイの両方に互換性がある。HLGは幅広い鑑賞環境に応じて異なる明るさのディスプレイを用いることができる。
ヒトの目で単一の画像から知覚することのできるダイナミックレンジは約14ストップである。2.4のガンマ曲線とサンプル当たり8ビットのビット深度を持つSDRディスプレイは、目に見える疑似輪郭なしに約6ストップの範囲を表示できる。サンプル当たり10ビットの業務用SDRディスプレイはこの範囲を10ストップに拡張している。ピーク輝度2,000 cd/m2で、サンプル当たり10ビットのディスプレイにHLGが表示されると、目に見える疑似輪郭なしに200,000:1ないし17.6ストップの範囲が表示できる。
HLGは信号値の上半分で従来のガンマ曲線ではなく対数曲線を使用することによってダイナミックレンジを拡大する。また、Rec. 601やRec. 709で使われている従来のガンマ曲線の低輝度部の直線部分を排除することによってもダイナミックレンジを拡大している。従来のガンマ曲線の直線部分は低照度画像のカメラノイズを制限するために使用されているが、HDRカメラではもはや必要がなくなった。
HLGは公称ピーク輝度1,000 cd/m2で、背景輝度に応じてシステムガンマが可変としてRec. 2100でサポートされている。
HLGは、ARIB STD-B67と数学的同等だが公称範囲が0から12ではなく、0から1の数式を用いてHEVCでサポートされている。
{\displaystyle V={\begin{cases}{\sqrt {3}}\cdot L_{c}^{0.5}&{\frac {1}{12}}\geq L_{c}\geq 0,\!\\a\cdot \ln(12L_{c}-b)+c&1\geq L_{c}>{\frac {1}{12}}\end{cases}}}
ここで
- Lc は0から1の公称範囲で、V は結果の非線形信号

- 定数 a、b、c は a = 0.17883277、b = 1 - 4a = 0.28466892、c = 0.5 - a ln(4a) = 0.55991073 と定義される

## 来歴

### 端緒
2015年5月15日、BBCは、国際電気通信連合（ITU）に提案する共同のHDR提案を開発するためにNHKとの共同作業を開始したと発表した。2015年6月9日、HLGが高効率ビデオ符号化（HEVC）のJCT-VCに提案され、スクリーン・コンテンツ符号化拡張の2015年6月のドラフトに追加された。
同年後半、ソニーはSMPTEの2015年カンファレンスで改造したHDRディスプレイに表示したHLG映像を展示した。Colorfront社は、同社のTranskoder 2016ソフトウェアがHLGを使用したHDR出力をサポートすることを発表した。LGグループは、同社の2015年型4K OLEDテレビがHLGおよび知覚量子化器（PQ）でのHDRをサポートすることを発表した。
ブラックマジックデザインはHLGサポートを追加するDaVinci Resolveのアップデートをリリースした。
スカパー!は、HLGを使用して4K UHDTVのHDR番組を日本の衛星加入者に配信すると発表した。Harmonic Inc.とNASAは、HLGを使用して翌日のNASA TVで放送されたアトラス V打ち上げのHDR撮影を発表した。バチカン・テレビジョン・センターは聖なる扉の儀式を、HLGとRec. 2020色空間を使用して放送した。

### 2016年
業界団体：
- Ultra HDフォーラム（英語版）はHLGのサポートを含むUHDフェーズAに関するガイドラインを発表した[53][54]。また、Ultra HDフォーラムはHLG10をHLG、10ビットのビット深度、Rec. 2020色空間として定義した[54]。
- ITUは、HLGおよびPQの二つのHDR伝達関数を定義するRec. 2100を発表した[5][42]。
- Digital UKは、HLGを用いたHDRサポートを含むFreeview Playの2017年使用を公開した[13]。
- デジタルビデオブロードキャスティング（DVB）運営委員会は、ハイブリッド・ログ＝ガンマ（HLG）と知覚量子化器（PQ）をサポートするHDRソリューションを備えたUHD-1フェーズ2を承認した[6][55]。仕様書はDVB Bluebook A157として公開されており、ETSIによってTS 101 154 v2.3.1として公開される予定である[6][55]。
- HDMIは、HLGサポートがHDMI 2.0b規格に追加されたと発表した[8][56][57]。

ハードウェア：
- リーダー電子（英語版）はHLGのサポートを備えた12G-SDI波形モニターを発表した[58] 。
- Harmonic Inc.はHLGのサポートを追加したViBE 4K UHDエンコーダーのアップデートをリリースした[59]。
- キヤノンはリファレンス・モニターDP-V2410およびDP-V3010にHLGのサポートを追加するファームウェアアップデートをリリースした[60]。
- ソニーはHLGのサポートを備えたOLEDモニターPVM-X550を発表した[61]。また、OLEDモニターBVM-X300にHLGのサポートを追加するファームウェアアップデートも発表した[61]。
- ソニーは、10月にOLEDモニターBVM-X300にHLGを追加するファームウェアアップデートをリリースると発表した[62]。
- ソニーはプロジェクターVPL-VW675ESがHLGをサポートすると発表した[63]。
- Webサイトの Trusted Reviews は、サムスンが2016年型HDRテレビがファームウェアアップデートによってHLGをサポート可能であると語ったと報告している[64]。
- AtomosはShogun Inferno製品を、カメラやコンピューターおよびHLG互換テレビからの録画、モニタリング編集およびレイアウト用のHLG入力と出力を追加して更新した[65]。

ソフトウェア：
- アビッド・テクノロジーHLGのサポートを追加するMedia Composerのアップデートを公開した[66][67] 。
- GoogleはHLGをサポートするAndroid TV 7.0を発表した[10][68]。

放送業者：
- Dome ProductionsはHDRコンテンツの配信のためにHLGの試用を開始すると発表した[69]。
- スカパー!は、10月4日に世界初の4K HDR放送を、HLGを用いて開始すると発表した[70]。
- ユーテルサットはHLGを使った新しいチャンネルを開局すると発表した[71]。
- Googleは、YouTubeがHLGないしPQでエンコードされたHDRビデオのストリーミングを開始すると発表した[72][12]。
- BBCはプラネットアースIIシリーズからの4分間のHLG編集を、公開UHD試験のためにBBC iPlayer IPTVプラットフォームに追加したことを発表した[73]。
- Mediapro/OveronはHLGを基にした4K HDR放送でリーガ・デ・フトボル・プロフェシオナル（LFP）を全世界に送信する尾発表した。

### 2017年
業界団体：
- ATSCはHLGのサポートを含むATSC 3.0のビデオ規格を公開した[7]。

ハードウェア：
- LGグループは、2017年型のスーパーUHDテレビがHLGをサポートすることを発表した[74]。
- パナソニックは2017年型OLEDテレビがHLGをサポートすることを発表した[75]。
- ソニーは2017年型OLEDテレビがHLGをサポートすることを発表した[76]。
- JVCは2017年型4kプロジェクターがHLGをサポートすることを発表した[77]。
- LGグループは2016年型OLEDテレビおよび2016年型スーパーUHDテレビに、ファームウェアアップデートでHLGのサポートを追加することを発表した[78]。
- ソニーは2017年型4KテレビにファームウェアアップデートでHLGのサポートを追加することを発表した[79]。
- パナソニックは2016年がた4Kテレビのいくつかのモデルで、ファームウェアアップデートでHLGのサポートを追加することを発表した[80]。
- フィリップスは2017年型4KテレビがHLGをサポートすることと、2016年型4KテレビのいくつかのモデルでファームウェアアップデートによってHLGのサポートを追加することを発表した[81]。
- ソニーは2016年型および2017年型のAndroid TVにいくつかのモデルでHLGのサポートを追加するファームウェアアップデートの公開を開始した[82]。
- パナソニックはパナソニック LUMIX DC-GH5（英語版）にHLG記録のサポートを追加するファームウェアアップデート2.0を公開した[83]。
- パナソニックは2016年型テレビのいくつかのモデルにHLGのサポートを追加するファームウェアアップデートの公開を開始した[84]。
- クアルコムはHLGのサポートを搭載したSnapdragon#Snapdragon 845を発表した[85]。

ソフトウェア：
- アドビはHLGのサポートを含むAdobe Creative Cloudのアップデートを発表した[86]。
- AppleはHLGのサポートを含むFinal Cut Por Xのアップデートを公開した[87]。

放送業者：
- ユーテルサットはビデオサービスHot BirdがHLGを使用する4KチャンネルTravelxpを含むことを発表した[88]。
- BBCはプラネットアースIIがBBC iPlayerでHLGを使用した4K HDRで提供されることを発表した[14]。ブループラネットIIは、BBC iPlayerで2017年12月10日から2018年1月16日まで視聴可能となった[89]。BBCはFinlux、ハイセンス、日立、LG、パナソニック、フィリップス、サムスン、ソニー、東芝などのTVを含む約400種類のテレビ受像機がHLGをサポートしていると述べている[14][89]。
- ディレクTVは4Kチャンネル104および106でHLG HDRの放送を開始した[15][16]。

### 2018年
- Vizioは、2018年モデルでのHLGサポートを発表した[90]。

### 2019年
- パナソニックは、2019年3月に発売されるフルサイズ・ミラーレスカメラS1およびS1RでのHLGサポートを発表した[91]。

### 2020年
- Sky UKは、人気のあるSky Qのセットトップボックスが2020年5月27日からHLGをサポートすると発表した[92]。
- Appleは、HLG動画にドルビー・ビジョンのメタデータ・レイヤーを追加したドルビー・ビジョン8.4でのHLGビデオ記録のサポートを備えたiPhone 12シリーズを発売した[93]。